# Monardia saxonica
Monardia saxonica är en tvåvingeart som beskrevs av Jaschhof 2003. Monardia saxonica ingår i släktet Monardia och familjen gallmyggor.
Artens utbredningsområde är Tyskland. Inga underarter finns listade i Catalogue of Life.